# ジャンカルロ・アルバラード
ジャンカルロ・カルロス・アルバラード・マルティネス（Giancarlo Carlos Alvarado Martinez, 1978年1月24日 - ）は、プエルトリコ自治連邦区サンファン出身の元プロ野球選手（投手）。右投右打。

## 経歴

### プロ入りとマイナー時代
1995年にアマチュアフリーエージェント選手としてピッツバーグ・パイレーツに入団し、同年にガルフ・コーストリーグでデビューした。2001年までパイレーツ傘下の球団で投げたが、2002年はミルウォーキー・ブルワーズの傘下及び独立リーグのサンアンジェロ・コルツに、さらに2003年にはデトロイト・タイガース傘下に移籍した。
2004年から2005年途中まではマイナーリーグには所属せず、独立リーグ、CPBL、メキシカンリーグを渡り歩いた。2005年にシンシナティ・レッズに獲得されマイナーに復帰した。
2007年は、再びメキシカンリーグでプレーし、2008年にはロサンゼルス・エンゼルス・オブ・アナハイム傘下のソルトレイク・ビーズでAAA級での初登板を果たした。
2008年はCPBLの統一セブンイレブン・ライオンズの一員としてアジアシリーズに出場し、埼玉西武ライオンズとの決勝戦で先発した。
2009年はシーズン開幕前の3月に開催された第2回ワールド・ベースボール・クラシック（WBC）のプエルトリコ代表に選出された。シーズンではAAA級アルバカーキ・アイソトープスで、13勝10敗、防御率3.49の成績を収めた。その後、フリーエージェント（FA）となった。

### 広島時代
2009年12月1日に広島東洋カープと契約を結んだ。背番号は91。
2010年は開幕ローテーション入りしたものの、調子が上がらず4月11日に二軍落ち。一軍復帰後の6月13日、対埼玉西武ライオンズ戦で日本での初勝利を挙げると徐々に調子を上げ、夏場からは前田健太に次ぐ先発ローテの中心的存在になった。7月20日の対阪神タイガース戦では4回まで無安打に抑えるも、5回に四球を与えたところで肩に違和感を訴え降板。直後に代わった岸本秀樹が本塁打を打たれ、先発投手としては珍しい「無安打での敗戦投手」となった。9月4日の対阪神タイガース戦では、初回に初球から2球連続でマット・マートン、平野恵一に死球を与え、さらに城島健司にも死球を与えた。1イニング3与死球は1979年の西本聖以来、セ・リーグ史上2人目の最多タイ記録となった。ただし、2回裏には日本での初打点となる同点打を放ち、6回2/3を3失点に抑えて勝利投手となっている。最終的には8勝8敗、防御率4.07とまずまずの成績を残した。
2011年は防御率は2.72を記録したものの、故障の影響もあり、3勝7敗に終わり、11月24日に戦力外通告を受けた。

### DeNA時代
2012年1月6日に横浜DeNAベイスターズに入団した。背番号は61。

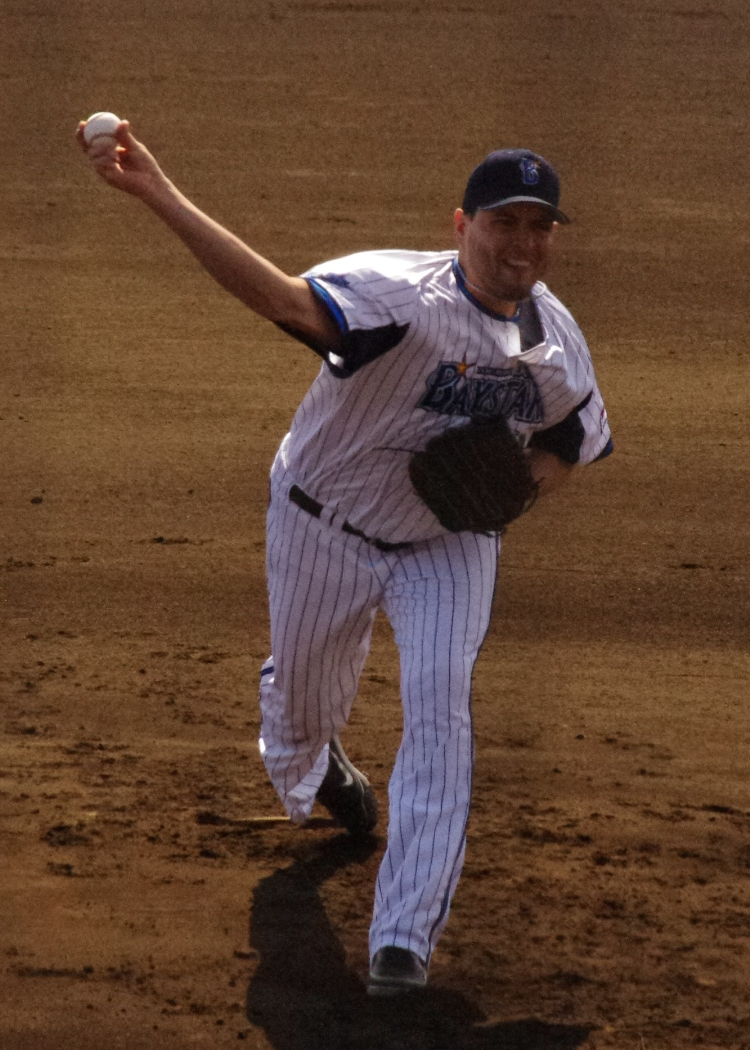
横浜DeNAベイスターズ時代
（2012年3月13日）

先発が手薄なチーム事情もあり、先発ローテーションの一角として期待されたが、1勝6敗と負け越した。防御率は3.92だったものの、10月10日に戦力外通告を受け、16日に自由契約公示された。

### DeNA退団後
2013年3月に開催された第3回WBCのプエルトリコ代表に選出され、2大会連続2度目の選出を果たした。WBC終了後にコロラド・ロッキーズとマイナー契約を結んだが、開幕前にFAとなりメキシカンリーグのサルティーヨ・サラペメーカーズでプレー。6月6日にニューヨーク・メッツとマイナー契約を結び、AAA級ラスベガス・フィフティワンズでプレー。オフの11月には、アジアシリーズ2013に出場するイタリアンベースボールリーグのフォルティチュード・ボローニャと契約。統一セブンイレブン・ライオンズ戦に先発したが、1回と3分の1を4失点で敗戦投手となった。
2014年もメッツとマイナー契約を結び、AAA級ラスベガスでプレー。
2015年5月9日にメキシカンリーグのアグアスカリエンテス・レイルロードメンと契約するが、26日にFAとなる。その後、7月15日にベースボール・チャレンジ・リーグの信濃グランセローズと契約し、3年ぶりに日本球界に復帰した。この年限りで退団した。

### 現役引退後
2018年にサンディエゴ・パドレス傘下ショートシーズンA級のトリシティ・ダストデビルズの投手コーチに就任。2019年まで務めた。
2023年より、メキシカンリーグのモンクローバ・スティーラーズの投手コーチを務めている。

## プレースタイル・人物
2010年の広島加入時、同時に加入したジェフ・フィオレンティーノが「フィオ」の登録名を使用したこともあってか、自身もジオの登録名でプレー。フィオは2010年限りで自由契約となったが、2011年及びDeNA所属の2012年はジオ・アルバラード、信濃でプレーした2015年は再びファーストネームのみのジオと、日本球界所属中は一貫してファーストネームを短縮形で登録された。
左足を三塁側に極端にクロスステップする投げ方で、190cmを超える長身や球離れの遅さも相まって、右打者にとっては打ちづらい投手と評価されている。持ち球は不規則に動く平均球速約139km/hの速球、チェンジアップ、カット・ファスト・ボール、シンカーである。さらに2011年は落ちる球種の取得を目指し、春季キャンプで臨時コーチを務めた野茂英雄からフォークについて直接指導を受けた。
プエルトリコでは200人の生徒を抱えるモデル養成学校を運営している。妻が元モデルだったことが学校創設のきっかけとなったという。

## 詳細情報

### 年度別投手成績
| 年 度     | 球 団     | 登 板 | 先 発 | 完 投 | 完 封 | 無 四 球 | 勝 利 | 敗 戦 | セ 丨 ブ | ホ 丨 ル ド | 勝 率 | 打 者 | 投 球 回 | 被 安 打 | 被 本 塁 打 | 与 四 球 | 敬 遠 | 与 死 球 | 奪 三 振 | 暴 投 | ボ 丨 ク | 失 点 | 自 責 点 | 防 御 率 | W H I P |
| --------- | --------- | ----- | ----- | ----- | ----- | -------- | ----- | ----- | -------- | ----------- | ----- | ----- | -------- | -------- | ----------- | -------- | ----- | -------- | -------- | ----- | -------- | ----- | -------- | -------- | ------- |
| 2004      | 誠泰      | 3     | 3     | 0     | 0     | 0        | 0     | 1     | 0        | 0           | .000  | 48    | 11.0     | 8        | 1           | 8        | 0     | 1        | 5        | 1     | 1        | 6     | 6        | 4.91     | 1.45    |
| 2008      | 統一      | 2     | 2     | 0     | 0     | 0        | 1     | 0     | 0        | 0           | 1.000 | 46    | 13.0     | 7        | 0           | 1        | 0     | 0        | 15       | 0     | 0        | 2     | 2        | 1.38     | 0.62    |
| 2010      | 広島      | 20    | 20    | 1     | 0     | 0        | 8     | 8     | 0        | 0           | .500  | 501   | 119.1    | 110      | 14          | 37       | 0     | 7        | 97       | 4     | 5        | 60    | 54       | 4.07     | 1.23    |
| 2011      | 広島      | 18    | 17    | 0     | 0     | 0        | 3     | 7     | 0        | 0           | .300  | 417   | 99.1     | 82       | 5           | 34       | 2     | 7        | 88       | 3     | 7        | 33    | 30       | 2.72     | 1.17    |
| 2012      | DeNA      | 8     | 8     | 0     | 0     | 0        | 1     | 6     | 0        | 0           | .143  | 179   | 39.0     | 46       | 2           | 18       | 0     | 2        | 42       | 0     | 0        | 18    | 17       | 3.92     | 1.64    |
| CPBL：2年 | CPBL：2年 | 5     | 5     | 0     | 0     | 0        | 1     | 1     | 0        | 0           | .500  | 94    | 24.0     | 15       | 1           | 9        | 0     | 1        | 20       | 1     | 1        | 8     | 8        | 3.00     | 1.00    |
| NPB：3年  | NPB：3年  | 46    | 45    | 1     | 0     | 0        | 12    | 21    | 0        | 0           | .364  | 1097  | 257.2    | 238      | 21          | 89       | 2     | 16       | 227      | 7     | 12       | 111   | 101      | 3.53     | 1.27    |

- 各年度の太字はリーグ最高

### 記録
NPB初記録
投手記録
- 初登板・初先発登板：2010年3月27日、対中日ドラゴンズ2回戦（ナゴヤドーム）、6回4失点で敗戦投手
- 初奪三振：同上、3回裏にチェンから空振り三振
- 初勝利・初先発勝利：2010年6月13日、対埼玉西武ライオンズ4回戦（西武ドーム）、6回1失点
- 初完投：2010年6月26日、対中日ドラゴンズ11回戦（ナゴヤドーム）、8回1失点で敗戦投手

打撃記録
- 初安打：2010年8月7日、対読売ジャイアンツ16回戦（東京ドーム）、2回表に福田聡志から中前安打
- 初打点：2010年9月4日、対阪神タイガース19回戦（MAZDA Zoom-Zoom スタジアム広島）、2回裏に鶴直人から左中間2点適時二塁打

NPBその他の記録
- 1イニング3与死球：2010年9月4日、対阪神タイガース戦 ※史上6人目[20]

### 独立リーグでの投手成績
| 年 度     | 球 団     | 登 板 | 勝 利 | 敗 戦 | セ 丨 ブ | 完 投 | 勝 率 | 投 球 回 | 打 者 | 被 安 打 | 被 本 塁 打 | 奪 三 振 | 与 四 球 | 与 死 球 | 失 点 | 自 責 点 | 暴 投 | ボ 丨 ク | 失 策 | 防 御 率 | W H I P |
| --------- | --------- | ----- | ----- | ----- | -------- | ----- | ----- | -------- | ----- | -------- | ----------- | -------- | -------- | -------- | ----- | -------- | ----- | -------- | ----- | -------- | ------- |
| 2015      | 信濃      | 16    | 0     | 0     | 2        | 0     | ----  | 16.1     | 67    | 9        | 0           | 19       | 6        | 3        | 1     | 0        | 0     | 4        | 0     | 0.00     | 0.93    |
| 通算：1年 | 通算：1年 | 16    | 0     | 0     | 2        | 0     | ----  | 16.1     | 67    | 9        | 0           | 19       | 6        | 3        | 1     | 0        | 0     | 4        | 0     | 0.00     | 0.93    |

### 背番号
- 36（2004年）
- 35（2008年）
- 91（2010年 - 2011年）
- 61（2012年）
- 80（2015年）

### 登録名
- ジオ（2010年、2015年）
- ジオ・アルバラード（2011年 - 2012年）

### 代表歴
- 2009 ワールド・ベースボール・クラシック・プエルトリコ代表
- 2013 ワールド・ベースボール・クラシック・プエルトリコ代表